# فنتون سكوت
فنتون سكوت (بالإنجليزية: Scott Fenton)‏ (مواليد 5 نوفمبر 1964 - الوفاة 21 أغسطس 1989) كان لاعب كرة سلة أسترالي بدأ مسيرته الاحترافية في سنة 1982 وحمل الرقم 14.